# José Manuel Sánchez Ron
José Manuel Sánchez Ron , né à Madrid le 6 janvier 1949, est un physicien, historien des sciences et académicien espagnol.

## Parcours
Sánchez Ron effectue ses études jusqu'au Baccalauréat à l'Institut Cervantes de Madrid. Diplômé en 1971 à l'Université Complutense en tant que physicien. Par la suite, il est devenu professeur assistant au sein du département de physique théorique de l'Université Autonome. Entre 1975 et 1978, il obtient une bourse du Conseil européen de recherches spatiales chez le département de mathématiques du King's College de Londres ainsi que dans les départements de physique et astronomie du University College de Londres, là ou il obtient son doctorat en 1978. Postérieurement, il retournera à l'Université Autonome de Madrid et deviendra titulaire de la chaire en physique théorique en 1993. Un an plus tard, ses enseignements ne seront plus en physique, mais en histoire des sciences. Entre 1989 et 199, il demeure en commission de service dans l'Institut de Philosophie du Conseil supérieur de la recherche scientifique, devenant vice-directeur.

## Académicien
Le 20 mars 2003, Sánchez Ron a été élu comme succéseur du poète José Hierro au fauteuil "G" de l'Académie royale espagnole. Entre 2007 et 2014, il a été biblioteciare de l'Académie. En 2015, il devient vicedirecteur de la de l'Académie Royale Espagnole (RAE), puis a nouveau en 2019. Il agira en commissaire de l'exposé La lengua y la palabra, commémoration du tricentenaire de la RAE, puis postérieurement il le sera pour Es Lope, exposition effectuée lors des actes du tri-centenaire de la RAE. Le 26 mars 2015, il prononce le discours funébre de l'aussi académicien José Luis Sampedro. À présent, Sánchez Ron est membre de l'Académie royale des sciences exactes, physiques et naturelles, membre numéro 401 de l'Académie internationale d'histoire des sciences ainsi que de l'Académie européenne des sciences et des arts. Il a aussi une activité éditoriale considérable, en dirigeant la publication de la collection d'essais et divulgation scientifique "Drakontos" ainsi que d'autres titres classiques relatifs a l'histoire des sciences et de la technologie chez la maison d'édition Critica.